# NGC 2081
NGC 2081 (другое обозначение — ESO 57-SC13) — рассеянное скопление с эмиссионной туманностью в созвездии Золотая Рыба.
Этот объект входит в число перечисленных в оригинальной редакции «Нового общего каталога».
Объект представляет собой звёздное облако, окружённое туманностью. Туманность похожа на типичную область H II. Однако, возможно, что этот объект не является тем же самым, который видел Джон Гершель.